# Espace de numérotation téléphonique européen
L’espace de numérotation téléphonique européen (ETNS soit European Telephony Numbering Space) a été un espace de numérotation, parallèle aux espaces de numérotation nationaux existants, destiné à des services de communication paneuropéen. [réf. souhaitée] Créé en 2001, l'ETNS a été aboli en 2010 [pourquoi ?].
Pour cela, l'UIT a alloué le préfixe (CC, soit country code) +388 « au pays ainsi concerné : l'Europe ». [réf. souhaitée]
Dans cet espace, un groupe (GI, soit group identification), 3, a été le seul défini pour l'Europe. [réf. souhaitée]
Dans cet espace, des services ont été définis, auxquels a été attribué un « code de service européen » ESC (European Service Code).
Au total, CC/GI et ESC composent le code d'« identification de service européen » (ESI, European Service Identification) :
- Demande de service public (PSA)       3883 1
- Demande de service privé  (CSA)       3883 3
- Réseaux de sociétés       (CN)        3883 5
- Numérotation personnelle  (Personal)  3883 7

L'ESI suivi du « numéro européen d'abonné » (ESN, soit European Subscriber Number) composent le numéro d'abonné complet, dont la longueur maximum est 15 chiffres.